# Vittime della camorra
Questa pagina è una lista delle vittime della camorra, dall'Ottocento fino ai tempi odierni.

## Anni 1800

### 1850
- 5 novembre: Michele Ruggiero, ispettore di polizia, assassinato in servizio nel carcere di s. Francesco a Napoli su mandato del capocamorra Filippo Cirillo[1].

### 1861
- 16 luglio: Ferdinando Mele, commissario di polizia, assassinato mentre tornava a casa in via Ventaglieri a Napoli[2].

## Anni 1950-1970

### 1953
- 20 gennaio: Lorenzo Rago. Il 20 gennaio 1953 l'allora sindaco di Battipaglia scomparve. Il corpo non fu mai trovato e nemmeno i colpevoli. Sta di fatto che la camorra iniziò a mettere radici nella Piana del Sele proprio dalla scomparsa di Rago che si opponeva alle costruzioni abusive e ad infiltrazioni della malavita[3].

### 1973
- 4 novembre: Alfredo Manzoni, bambino di 7 anni, ferito gravemente ad Afragola da un proiettile vagante e morto il 28 maggio 1975 per le complicazioni[4].

### 1976
- 5 gennaio: Gerardo D'Arminio, maresciallo capo dei Carabinieri, viene ucciso in piazza Gianturco ad Afragola. Era insieme al figlioletto di 4 anni. Per l'omicidio, fu condannato a 9 anni di carcere l'ultimo dei fratelli Moccia che all'epoca dei fatti era minorenne. Alla fine degli anni '60 fu tra coloro i quali parteciparono all’arresto di un importante boss palermitano, Michele Cavataio, calandosi nella botola che conduceva al nascondiglio segreto del boss[5].

### 1978
- 30 agosto: Antonio Esposito Ferraioli, cuoco della mensa della FATME di Pagani e sindacalista italiano, ucciso per le sue indagini sull'uso di carne di provenienza sospetta all'interno della mensa[6].
- 13 settembre: Pasquale Cappuccio, 44 anni, avvocato e consigliare comunale del PSI ad Ottaviano, ucciso su mandato di Raffaele Cutolo.

## Anni 1980

### 1980
- 11 ottobre: Ciro Rossetti, operaio dell'Alfasud ucciso per un errore a San Giovanni a Teduccio in seguito a una sparatoria fra clan rivali; ha lasciato la moglie Antonietta Lamberti e i due figli piccoli Gennaro e Cristina[7].
- 7 novembre: Domenico Beneventano, consigliere comunale del PCI di Ottaviano.
- 11 dicembre: Marcello Torre, sindaco di Pagani.
- 17 dicembre: Filomena Morlando, insegnante, uccisa per errore durante una sparatoria tra la NCO e i Casalesi.

### 1981
- 12 marzo: Mariano Mellone, padre di un bambino di appena 1 anno, ucciso per errore a seguito di sparatoria fra clan rivali[8].
- 27 marzo: Leopoldo (Dino) Gassani, avvocato penalista e già consigliere regionale della Campania per il MSI-DN nella I e II legislatura, ucciso nel suo studio per non aver voluto rinunciare alla difesa[9].
- 27 marzo: Giuseppe Grimaldi, segretario dell'avvocato Dino Gassani[9].
- 14 aprile: Giuseppe Salvia, vice direttore del carcere di Napoli-Poggioreale[10], ucciso dal boss Raffaele Cutolo e la sua NCO perché fu lo stesso Salvia a perquisirlo come prescrive il regolamento.
- 5 giugno: Agostino Battagli, agente di custodia del carcere di Poggioreale[11].
- 28 luglio: Antonio Caputo, brigadiere del Corpo degli agenti di custodia[12].
- 17 novembre: Michele Borriello, 24 anni, ucciso nelle campagne di Villa Literno perché era testimone di un omicidio[13].

### 1982
- 7 gennaio: Annamaria Esposito, uccisa in un bar di via S. Anna a San Giorgio a Cremano[14].
- 8 gennaio: Rosa Visone, 16 anni, uccisa a Torre Annunziata, per errore in seguito a una sparatoria tra carabinieri e alcuni membri della Nuova Camorra Organizzata[15].
- 8 gennaio: Luigi D'Alessio, maresciallo dei carabinieri, ucciso a Torre Annunziata durante una sparatoria tra carabinieri e alcuni membri della Nuova Camorra Organizzata[15].
- 21 aprile: Antonio Esposito, 54 anni, ucciso a Bellizzi da alcuni sicari della Nuova Camorra Organizzata, insieme ad altre due persone innocenti. I tre furono scambiati per degli appartenenti alla Nuova Famiglia[16].
- 21 aprile: Luigi Stelo, 53 anni, ucciso a Bellizzi per sbaglio dalla Nuova Camorra Organizzata in quanto scambiato per esponente della NF[16].
- 21 aprile: Raffaele Sarnataro, 51 anni, ucciso a Bellizzi per errore perché scambiato per un esponente della Nuova Famiglia, in piena faida tra Nuova Camorra Organizzata e Nuova Famiglia[16].
- 21 aprile: Luigi Cafiero, studente di 19 anni, ucciso per errore da alcuni camorristi che lo avevano scambiato per un certo 'Antonio', vero obiettivo del raid. Sul caso cercò di far luce la magistratura, supportata dal collaboratore di giustizia Luigi Maiolino, ex esponente della NCO, il quale, tuttavia, non fu ritenuto un testimone attendibile, ragion per cui i soggetti da lui accusati di aver ucciso il giovane vennero assolti[17].
- 29 maggio: Simonetta Lamberti, figlia del giudice Alfonso Lamberti di Cava de' Tirreni. Uccisa durante un attentato al padre, nella quale la bambina stava dormendo sul sedile posteriore.
- 1º luglio: Giuliano Pennacchio, assessore al personale del comune di Giugliano[18].
- 2 luglio: Salvatore Nuvoletta, carabiniere ventenne, ucciso dai Nuvoletta su volere dall'allora alleato Antonio Bardellino perché accusato a torto dalla camorra di aver partecipato allo scontro a fuoco in cui morì un loro affiliato[19].
- 3 settembre: Andrea Mormile, poliziotto, maresciallo dei falchi[20].
- 14 settembre: Antimo Graziano, brigadiere del Corpo degli agenti di custodia nel carcere di Poggioreale[21].
- 7 ottobre: Elio Di Mella, carabiniere trentenne, ucciso mentre conduceva il detenuto Mario Cuomo, uomo della Nuova Camorra Organizzata, in tribunale[22].
- 15 ottobre: Gennaro De Angelis, agente di custodia che lavorava nel carcere di Poggioreale, ucciso da due camorristi perché si era rifiutato di lavorare per loro[23].
- 23 ottobre: Antonio De Rosa, medico di base a Giugliano, ucciso perché venne scambiato per il vero obiettivo dell'agguato[24].

### 1983
- 31 gennaio: Nicandro Izzo, appuntato del Corpo degli agenti di custodia[25].
- 3 febbraio: Francesco Brunitto, assessore DC all'urbanistica di Lusciano[26].
- Cipriano Licenza, nativo di San Cipriano d'Aversa e residente in Casapesenna, ucciso per uno scambio di persona.
- 16 febbraio: Elena Ferrigno, uccisa dalla Nuova Camorra Organizzata a Cava de' Tirreni insieme al suo fidanzato, in quanto quest'ultimo era uno spacciatore legato alla Nuova Famiglia.
- 5 marzo: Pasquale Mandato, maresciallo degli agenti di custodia[27].
- 28 aprile: Domenico Celiento, brigadiere dei Carabinieri, ucciso sulla circonvallazione esterna di Napoli[28].
- 11 ottobre: Franco Imposimato, ucciso a Maddaloni dai uomini del clan Lubrano-Ligato su richiesta dei Nuvoletta e Pippo Calò per ritorsione nei confronti del fratello Ferdinando e per il suo impegno sul territorio[29].
- 2 dicembre: Antonio Cristiano, agente del Corpo degli agenti di custodia[30].
- 15 dicembre: Luigi Cangiano, un bambino di dieci anni rimane ucciso per sbaglio durante una sparatoria fra Polizia e una banda di spacciatori a Napoli nel rione Siberia, vicino a Poggioreale[31].

### 1984
- 11 gennaio: Rosario Mauriello, 21 anni, ucciso per errore da un commando affiliato al Clan Di Lauro[32].
- 13 gennaio: Agostino Mastrodicasa, agente della Polizia di Stato, ucciso mentre inseguiva un camorrista latitante[33].
- 10 giugno: Salvatore Squillace, imbianchino di 28 anni, ucciso da una pallottola vagante durante una sparatoria tra i Nuvoletta e il clan Bardellino[34].
- 4 dicembre: Crescenzo Casillo, sindaco di Casoria (NA)[35].

### 1985
- 26 giugno: Mario Diana, imprenditore di 49 anni, ucciso dai Casalesi che si volevano impossessare della sua azienda[36].
- 23 settembre: Giancarlo Siani, giornalista ucciso dal clan Nuvoletta per gli articoli che aveva scritto con grande precisione sulla Nuova Famiglia[37].
- 3 ottobre: Angelo Mario Biscardi, vicesindaco e assessore all'urbanistica al comune di Sant'Agata de' Goti, ucciso per essersi opposto al tentativo della camorra di entrare in possesso dei fondi stanziati dallo Stato per la ricostruzione post-terremoto[38].

### 1986
- 4 luglio: Luigi Staiano, imprenditore, ucciso dal clan Gionta perché si era ribellato al racket[39].
- 7 luglio: Vittorio Esposito, poliziotto, ucciso da un proiettile vagante durante una sparatoria tra camorristi[40][41].
- 30 luglio: Antonio Sabia, agricoltore di 26 anni, ucciso in un agguato contro un boss della camorra[42].
- 5 novembre: Mario Ferrillo, impresario teatrale assassinato a Licola, scambiato per un noto camorrista locale, lascia moglie e quattro figli di cui la più piccola Marianna di 10 anni[43].
- 11 dicembre: Gennaro Galano, segretario della X municipalità di Napoli della Democrazia Cristiana, titolare insieme al fratello dell'omonimo bar "Galano", situato in una delle piazze più importanti della città. Deciso a non piegarsi al racket della camorra, fu assassinato all'uscita del suo bar mentre si trovava in compagnia della figlia[44].
- 20 dicembre: Carmela Iammarino, 41 anni, uccisa durante una rapina in un negozio di tabacchi a Gragnano.

### 1987
- 20 dicembre: Aniello Giordano, 63 anni, sottufficiale di polizia in pensione, ucciso per errore da alcuni camorristi a Torre del Greco. Il vero obiettivo era in realtà il titolare del mobilificio, il 33enne Pasquale Polese, colpevole di aver respinto le richieste estorsive della camorra e pertanto condannato a morte; Giordano si trovava lì in quanto vi si era recato per acquistare un salotto per suo figlio, da poco sposatosi. A distanza di oltre trent'anni, i mandanti e gli esecutori dell'assassinio non sono ancora stati individuati[45][46].

### 1988
- 30 gennaio: Irene Foglia, ragazza di 27 anni, uccisa per errore a Pomigliano d'Arco[47].
- 10 marzo: Francesco Salzano, 40 anni, consigliere comunale del comune di Afragola (NA), ucciso per i lavori connessi per la ricostruzione post-terremoto del 1980[48].
- 10 marzo: Paolo Sibilio, 39 anni, medico analista, ucciso insieme al consigliere comunale Francesco Salzano[48].
- 1º aprile: Domenico Di Donna, cameriere di 61 anni, ucciso da un proiettile vagante nella Strage del Venerdì Santo a Torre del Greco[49].
- 20 settembre: Giuseppe Mascolo, farmacista di 61 anni, ucciso a Baia Domizia per essersi rifiutato di scendere a patti con la camorra[50].

### 1989
- 24 agosto: Carmela Pannone, bambina di 5 anni, uccisa in un agguato insieme allo zio[51].
- 10 ottobre: Pasquale D'Abrosca, commerciante edile, ucciso perché non voleva più sottostare all'ennesima estorsione del Clan dei Casalesi[52].
- 11 novembre: Gaetano De Cicco, ucciso nella Strage del bar Sayonara a Ponticelli[53].
- 11 novembre: Salvatore Benaglia, ucciso nella Strage del bar Sayonara a Ponticelli[53].
- 11 novembre: Domenico Guarracino, ucciso nella Strage del bar Sayonara a Ponticelli[53].
- 11 novembre: Gaetano Di Nocera, ucciso nella Strage del bar Sayonara a Ponticelli[53].

## Anni 1990

### 1990
- 28 marzo: Antonio Di Nuzzi e Giuseppe Tatone, due giovani assassinati e occultati in un pozzo a Mondragone.
- 13 aprile: Gianfranco Pagano, l'avvocato difensore della famiglia Pecoraro e capozona della Nuova Famiglia nella Piana del Sele insieme al Clan Maiale.
- 30 aprile: Vincenzo Agrillo, imprenditore edile[54].
- 5 maggio: Pasquale Feliciello, impiegato dell'ASL di Napoli, ucciso per errore a Casalnuovo di Napoli[55].
- 18 maggio: Nunzio Pandolfi, 2 anni, ucciso nel rione Sanità tra le braccia della zia nella stessa stanza dove si trovava il padre, vero obiettivo dell'agguato e anch'egli ucciso[56].
- 11 luglio: Antonio Nugnes, imprenditore agricolo, assessore e vicesindaco DC di Mondragone[57].
- 30 agosto: Tobia Andreozzi, ragioniere incensurato ed estraneo alla camorra, fu eliminato per il solo fatto di trovarsi in compagnia del vero obiettivo dei sicari[58].
- 14 settembre: Paolo Longobardi, 8 anni, vittima innocente della faida tra i clan D'Alessandro e Imparato, che in quegli anni provocò, nella zona di Castellammare, una vera e propria carneficina. Il bambino fu ucciso, presumibilmente per errore, dai killer del boss Umberto Mario Imparato, che avrebbero dovuto colpire soltanto il padre del piccolo[59].

### 1991
- 12 marzo: Riccardo Marco Verde, carabiniere, ucciso in uno scontro a fuoco con un camorrista[60].
- 29 marzo: Giuseppe Piccolo, 14 anni, vittima innocente della criminalità, ucciso a Cercola a causa di un proiettile vagante[61].
- 4 aprile: Salvatore D'Addario, poliziotto, deceduto dopo essere stato gravemente ferito in un conflitto a fuoco contro dei camorristi[62].
- 18 aprile: Salvatore Richiello, ragazzino di 12 anni, ucciso a Villa Literno (CE) insieme al padre Michele e al fidanzato della sorella[63].
- 21 maggio: Vincenzo Ummarino, comandante di marina in pensione[64].
- Antonio Longobardi, netturbino, che aveva rapporti con il clan D'Alessandro, fu anch'egli ucciso.
- 8 luglio: Cristiano Festa, cameriere di 21 anni, ucciso per errore a Castelvolturno durante un agguato contro un boss della camorra[65].
- 21 luglio: Fabio De Pandi, 11 anni, ucciso da un proiettile vagante indirizzato a uno spacciatore[66].
- 21 luglio: Angelo Riccardo, ventunenne di Casapesenna. Testimone di Geova, si stava recando alla sala del Regno con degli amici quando fu ucciso durante un conflitto a fuoco tra clan avversari dei casalesi[67].
- 24 luglio: Alberto Varone, ucciso dal clan di Sessa Aurunca per non aver voluto cedere la sua attività. La sua storia è raccontata nel libro La Bestia di Raffaele Sardo[68].
- 3 agosto: Antonio Belardo, imprenditore di Orta di Atella (CE), ucciso perché si era ribellato al racket delle estorsioni[69].
- 30 ottobre: Nunziante Scibelli, operaio ventiseienne di Taurano, prima vittima innocente della faida tra i Cava e i Graziano. Fu ucciso per errore a Ima, frazione del comune di Lauro, a causa della sua auto, un'Alfetta marrone, uguale a quella del vero obiettivo dei killer[70].

### 1992
- 3 febbraio: Costantino Laudicino, ragazzo di 25 anni, vittima innocente della faida tra i Vangone-Limelli e i Gionta, che si contendevano l'area Oplontina[71].
- 12 febbraio: Claudio Pezzuto, carabiniere di 28 anni, freddato, insieme al collega Fortunato Arena, da due camorristi locali. La colpa di Claudio Pezzuto e del suo collega Fortunato Arena fu quella di aver domandato, dopo averli fermati ad un posto di blocco, i documenti ai loro assassini. I responsabili del duplice omicidio (Carmine De Feo, fratello di Pasquale, boss del clan omonimo di Bellizzi e Carmine D'Alessio, pregiudicato, legato al clan dei De Feo) sono stati condannati all'ergastolo[72][73].
- 12 febbraio: Fortunato Arena, carabiniere di 23 anni, freddato a colpi di mitra assieme al collega Claudio Pezzuto, da due camorristi (tra cui il fratello di un boss) locali che avevano fermato ad un posto di blocco. Carmine De Feo e Carmine D'Alessio, riconosciuti responsabili del duplice omicidio, sono stati condannati alla pena dell'ergastolo[72][74].
- 26 febbraio: Pasquale Pagano, commerciante di 36 anni, ucciso a Casapesenna (CE)[75].
- 26 febbraio: Paolo Coviello, pensionato di 63 anni, ucciso a Casapesenna (CE)[75].
- 1º maggio: Pasquale Auriemma, di 15 anni, ucciso insieme a Vincenzo Crimaldi, Emma Basile e ai loro figli Silvio e Livia per una vendetta trasversale[76].
- 13 giugno: Domenico Palladino, impiegato dell'Agenzia delle entrate, Catasto, 57 anni, viene ucciso da un killer all'interno del Centro Sportivo sant'Antonio di cui era socio, perché più volte aveva messo alla porta spacciatori locali che cercavano di vendere la droga ai ragazzini iscritti alla scuola calcio o alla scuola tennis. In seguito fu ipotizzato che tra i mandanti vi fosse anche qualche piccolo capo-banda di zona. Domenico Palladino pagò l'aver osato ribellarsi alle bande camorristiche e lasciò la moglie Giovanna della Corte e i due figli, entrambi laureati e professionisti in carriera.
- 12 luglio: Luigi Sapio, pensionato, ucciso a Villa di Briano (CE)[77].
- 12 luglio: Egidio Campaniello, pensionato, ucciso a Villa di Briano (CE)[77].
- 31 luglio: Giorgio Villan, commerciante, ucciso a San Marcellino (CE)[78].
- 6 agosto: Antonio Di Bona, agricoltore di 56 anni[79].

### 1993
- 30 gennaio: Mario Lotano. Mario Lotano fu ucciso durante una rapina a Fisciano; per questo omicidio fu incolpato da 3 pentiti un affiliato del clan di Giuseppe Maisto detto 'O pugile di Mercato San Severino. Contrariamente alla volontà del PM costui venne assolto. I parenti di Lotano si sentirono traditi dalla giustizia e non si costituirono parte civile al processo[80].
- 8 febbraio: Pasquale Campanello, sovrintendente della Polizia Penitenziaria, in servizio presso il padiglione Venezia della casa circondariale di Poggioreale, in cui erano reclusi diversi boss camorristi. Si ritiene che Campanello sia stato ucciso per non aver accondisceso alle richieste di alcuni camorristi detenuti nel padiglione in cui lavorava[81][82].
- 17 maggio: Maurizio Estate, di 23 anni viene ucciso a colpi di pistola nell'autolavaggio di famiglia dopo aver sventato una rapina ai danni di un cliente a Napoli nel quartiere Chiaia[83].
- 31 ottobre: Gennaro Falco, medico. Fu ucciso a Parete, suo paese natale, ritenuto "colpevole" di aver curato non adeguatamente la moglie di Francesco Bidognetti, Teresa Tamburino, morta a causa di un tumore[84].

### 1994
- 19 marzo: Giuseppe Diana, parroco di Casal di Principe[85].
- 26 marzo: Anna Dell'Orme e Carmine Amura, madre e figlio[86].
- 8 aprile: Maria Grazia Cuomo, sorella di un lontano parente del boss pentito Carmine Alfieri, fu ammazzata da alcuni killer che volevano uccidere il figlio del boss, i quali, non trovando il ragazzo, crivellarono di colpi di kalašnikov la stanza in cui si trovava Cuomo, uccidendola[87][88].
- 12 dicembre: Palma Scamardella, nipote della vittima designata, Domenico Di Fusco. Palma, madre di una bimba di 15 mesi, è sulle scale della sua abitazione a Pianura. Nascosta dal fogliame, i sicari le sparano vedendo la sua sagoma che si muove, colpendola alla testa[89].

### 1995
- 19 gennaio: Genovese Pagliuca, ragazzo di 25 anni, ucciso a Teverola (CE) per aver tentato di salvare la fidanzata[90].
- 22 marzo: Michele Ciarlo, avvocato penalista di Pagani, ucciso nel proprio studio, in quel di Scafati. A decretare la sua morte furono gli 'Aquino-Annunziata' di Boscoreale, che condannarono a morte l'avvocato poiché colpevole di aver difeso diversi esponenti dei clan Visciano di Boscoreale e Sorrentino di Sant'Egidio del Monte Albino, rivali dei summenzionati Aquino-Annunziata[91][92].
- 29 marzo: Cesare Boschin, presbitero italiano misteriosamente assassinato. Il suo omicidio è tuttora irrisolto. Associazioni locali e movimenti nazionali come Libera ritengono che sia stato ucciso perché si oppose alle infiltrazioni della camorra nel Lazio.
- 15 ottobre: Gioacchino Costanzo, 2 anni, viene ucciso in auto con lo zio, pregiudicato e venditore di sigarette di contrabbando, che il “commando” di sicari aveva deciso di eliminare[93][94].

### 1996
- 26 gennaio: Salvatore Manzi, 30 anni, Sottufficiale della Marina Militare, fu ucciso a Cicciano, in un campo da calcio, mentre si stava disputando una partita. Ad ucciderlo, verosimilmente per una vendetta trasversale, furono i killer del clan Graziano di Quindici, che colpirono Manzi poiché parente, da parte di madre, del boss rivale Salvatore Cava[95].
- 30 luglio: Vittorio Rega, geometra di 29 anni, ucciso perché scambiato per il vero obiettivo dell'agguato[96].
- 7 agosto: Giuseppe Quadrano, postino di 43 anni, ucciso a San Cipriano d'Aversa perché non voleva essere sottomesso agli ordini dalla camorra[97].
- 15 ottobre: Romano Luigi, falegname, inseguito e freddato nella sua macchina a Pollena Trocchia.
- 14 novembre: Luigia Esposito, ragazza uccisa perché alcuni giorni prima aveva assistito all'omicidio di Ciro Rispoli, delitto commesso nell'ambito della faida tra i clan della zona orientale di Napoli[98][99].
- 23 novembre: Raffaele Pastore, commerciante di Torre Annunziata ucciso dalla camorra nel suo stesso negozio per aver denunciato un'estorsione e aver fatto arrestare un camorrista[100][101].
- 12 dicembre: Michele Cavaliere, imprenditore, ucciso per essersi rifiutato di pagare tangenti alla camorra[102].
- 18 dicembre: Anjo Arcella, avvocato di Napoli, ucciso dalla camorra perché si temeva che la sua attività professionale di difensore del boss Luigi Giuliano potesse indurre questi al pentimento[103][104].

### 1997
- 26 gennaio: Ciro Zirpoli, 16 anni, ucciso a Ercolano perché figlio di un pentito[105][106].
- 11 giugno: Silvia Ruotolo, madre di famiglia di 39 anni uccisa per errore in un conflitto a fuoco. Era cugina dei giornalisti Guido e Sandro[107].
- 30 agosto: Giovanni Arpa, ucciso perché era lo zio di un pentito[108].

### 1998
- 27 gennaio: Anna Sodano 27 anni, violentata e uccisa dai killer del clan Ponticelli perché aveva deciso di diventare una collaboratrice di giustizia; secondo le dichiarazioni del pentito Vincenzo Sarno il suo cadavere venne poi smaltito in una betoniera.
- 18 febbraio: Giovanni Gargiulo, ucciso a 14 anni, a Barra. Il ragazzino era fratello di un collaboratore di giustizia[109][110].
- 5 luglio: Anna Vignola 22 anni, una giovane madre tossicodipendente uccisa a colpi di vanga e seppellita mentre era ancora viva dai pregiudicati Domenico Langella, Alfonso Annunziata e Sabato Pascale per una vendetta trasversale.
- 20 luglio: Alberto Vallefuoco, Salvatore De Falco e Rosario Flaminio, operai, uccisi a Pomigliano d'Arco perché scambiati per componenti di una banda rivale[111][112].

### 1999
- 20 marzo: Francesco Salvo, cameriere[113].
- 30 aprile: Giustino Perna, assicuratore, ucciso per una vendetta trasversale nell'ambito della faida di Pianura.
- 23 settembre: Marco De Franchis, ucciso perché aveva difeso il figlio[114].

## Anni 2000

### 2000
- 9 giugno: Maurizio Cernacchiaro, ucciso per errore nell'ambito di una sanguinosa guerra di camorra[115].
- 28 luglio: Giuseppe Falanga, imprenditore edile, solo omonimo di uno dei boss del noto clan che lo condannò a morte giacché reo di non essersi piegato alle richieste estorsive di cui era rimasto vittima. I mandanti dell'omicidio sono stati individuati in Giovanni Falanga e Giovanni Pugliese (condannati al carcere a vita), mentre l'esecutore in Mario Capuano[116][117].
- 10 agosto: Luigi Sequino e Paolo Castaldi, entrambi ventenni, uccisi per errore, perché scambiati dai loro sicari (appartenenti al clan Marfella) per vedette del clan rivale dei Lago[118][119][120].
- 12 novembre: Valentina Terracciano, uccisa a due anni[121][122][123][124].

### 2002
- 31 gennaio: Francesco Antonio Santaniello, imprenditore, ucciso nella sua rivendita di materiale edile a Lauro[125].
- 8 febbraio: Antonio Petito, falegname di 20 anni, ucciso perché aveva discusso con il figlio tredicenne di Francesco Bidognetti[126].
- 18 febbraio: Federico Del Prete, sindacalista.

### 2003
- 4 gennaio: Domenico Pacilio, imprenditore, ucciso a Grumo Nevano per aver denunciato i suoi estorsori[127].
- 4 giugno: Antonio Corbisiero, 45 anni, imprenditore attivo nel settore vivaistico, ucciso a fucilate davanti agli occhi dei suoi tre figli. Un omicidio rimasto insoluto, i cui presunti responsabili sono stati assolti con formula piena nel settembre del 2012[128].
- 29 settembre: Giuseppe Rovescio, 24 anni, ucciso perché scambiato per un altro, il vero bersaglio dei killer[129].

### 2004
- 5 febbraio: Alfonso Quaranta, odontoiatria,  ucciso per errore. L'azione si inseriva nella guerra di camorra, scoppiata nei primi anni e la metà del 2000, tra i clan D'Auria Petrosino e Contaldo. Il vero obiettivo era Nicola Fiore ma fu ucciso l'odontoiatra Quaranta che lo aveva accompagnato. Era stata tesa una trappola a Fiore per un chiarimento su una partita di droga. Il boss riuscì a scappare ed il medico morì[130].
- 26 marzo: Matilde Sorrentino, uccisa per aver denunciato una banda di pedofili colpevoli di abusi sessuali ai danni di alcuni bambini, tra cui suo figlio, che frequentavano la scuola elementare del rione Poverelli. Tra gli accusati vi era il boss del rione, Francesco Tamarisco — prima condannato e poi assolto dall'accusa di aver perpetrato gli abusi —, che fu riconosciuto come mandante dell'omicidio della donna e condannato all'ergastolo. Condannato all'ergastolo anche Alfredo Gallo, riconosciuto come esecutore materiale dell'omicidio[131][132].
- 27 marzo: Annalisa Durante, 14 anni, uccisa per errore[133].
- 11 giugno: Antonio Graziano, 58 anni, di San Paolo Bel Sito, ucciso assieme al nipote Francesco, 32 anni, solo in quanto parente di un boss del clan Graziano (Antonio era il suocero di Adriano Sebastiano Graziano). I killer dei Cava, coadiuvati via ricetrasmittente da un complice, non lasciarono scampo ai due. Antonio e Francesco si stavano dirigendo a Nola, dove gestivano un supermercato[134][135].
- 11 giugno: Francesco Graziano, 32 anni, ucciso dai killer del clan Cava insieme allo zio Antonio Graziano, 58 anni, suocero del boss Adriano Sebastiano Graziano. Non potendo colpire quest'ultimo o altri capi dei Graziano, i Cava optarono per l'uccisione di Antonio e Francesco Graziano. I due si stavano recando a Nola, dove gestivano un supermercato. Furono trucidati a San Paolo Bel Sito[134][135].
- 21 novembre: Gelsomina Verde, uccisa a 21 anni nel pieno della prima faida di Scampia da un sicario del clan Di Lauro perché per un breve periodo era stata legata affettivamente ad un componente del clan degli Scissionisti.
- 6 novembre: Antonio Landieri, disabile venticinquenne ucciso per errore.
- 6 dicembre: Dario Scherillo, 26 anni.
- 28 dicembre: Francesco Rossi, 50 anni, ferito per errore a Sant'Anastasia. Morirà il 2 gennaio 2005 per le ferite riportate[136].

### 2005
- 15 gennaio: Carmela Attrice, 47 anni[137][138][139].
- 24 gennaio: Attilio Romanò, 29 anni[140], ucciso per scambio di persona[141].
- 31 gennaio: Vittorio Bevilacqua, ucciso perché era il padre di uno scissionista[142].
- 21 marzo: Nunzio Giuliano[143].
- Leandro Iuri, travolto a Salerno da un latitante in fuga.

### 2006
- 9 luglio: Michele Coscia, ucciso il 9 luglio del 2006 a Napoli durante i festeggiamenti per la vittoria dell'Italia ai mondiali di calcio, solo per avere involontariamente colpito il fratellino dei suoi assassini con la bandiera che stava sventolando.
- 10 ottobre: Enrico Amelio, imprenditore di Gaeta (LT)[144].

### 2007
- 24 maggio: Bernardo Salvato, gestore di un bar, e Vincenzo Castiello, imprenditore e candidato sindaco di Frattaminore (NA), entrambi uccisi in un agguato camorristico[145].
- 29 giugno: Ciro Galotta, ucciso per errore dai Casalesi.
- 10 agosto: Raffaele Cesarano, ucciso davanti ad una discoteca a Vietri sul Mare da un gruppo di ragazzi capeggiati da Raffaele Delle Chiaie, appartenente al clan dei ragazzi di Via Irno, gruppo emergente della malavita salernitana.
- 31 dicembre: Giuseppe Veropalumbo, ucciso a Torre Annunziata da un proiettile vagante[146].

### 2008
- 2 maggio: Umberto Bidognetti, padre del pentito Domenico[147][148].
- 20 maggio: Domenico Noviello, imprenditore ribellatosi al pizzo impostogli dal Clan dei Casalesi diversi anni prima, già sotto protezione[149].
- 11 luglio: Raffaele Granata, padre del sindaco di Calvizzano, ucciso per aver rifiutato di pagare il pizzo al Clan dei Casalesi[150].
- 12 settembre: Antonio Ciardullo ed Ernesto Fabozzi, uccisi a San Marcellino (CE)[151].
- 18 settembre: strage di Castelvolturno, in cui persero la vita l'italiano Antonio Celiento, Kwame Antwi Julius Francis, Affun Yeboa Eric, Christopher Adams del Ghana, El Hadji Ababa e Samuel Kwako del Togo, Jeemes Alex della Liberia[152].
- 2 ottobre: Lorenzo Riccio, dipendente di una ditta di onoranze funebri, ucciso per una vendetta trasversale a Giugliano in Campania[153].
- 5 ottobre: Stanislao Cantelli, ucciso perché era lo zio di un pentito[154].

### 2009
- 9 luglio: Nicola Nappo, 23 anni, ucciso per errore a Poggiomarino[155].
- 26 maggio: Petru Birladeanu, cittadino rumeno, ucciso per errore in una sparatoria tra bande nella zona della Pignasecca nel centro di Napoli, colpito da vari proiettili cerca riparo e aiuto nella stazione della funicolare di Montesanto dove è poi deceduto.
- 23 ottobre: Antonio Cangiano, ingegnere e vicesindaco di Casapesenna, ferito gravemente il 4 ottobre 1988, muore 21 anni dopo[156].
- 13 novembre: Salvatore Barbaro, cantante neomelodico, vittima innocente di camorra caduta sotto i colpi dei sicari ad Ercolano. Quel pomeriggio Salvatore Barbaro era in auto in via Mare quando fu raggiunto da diversi colpi di arma da fuoco che non gli diedero scampo. Fu colpito per un errore dello ‘specchiettista’, ovvero colui che aveva il compito di indicare l’obiettivo ai sicari[157][158].

## Anni 2010

### 2010
- 2 febbraio: Gianluca Cimminiello, tatuatore[159].
- 5 settembre: Angelo Vassallo, sindaco di Pollica, ucciso in un attentato la cui sospetta matrice camorristica è ancora oggetto di indagini da parte della magistratura[160].
- 20 settembre: Teresa Buonocore, 51 anni, uccisa da due sicari per ordine di un camorrista pedofilo da lei denunciato[161].

### 2011
- 13 gennaio: Vincenzo Liguori, 57 anni, meccanico, ucciso per errore nei pressi della sua officina, a San Giorgio a Cremano, nel corso di un agguato, il cui bersaglio era il pregiudicato Luigi Formicola - anch'egli ucciso -, gestore di un circolo privato situato a pochi metri dall'officina di Liguori, con cui Liguori ebbe la sfortuna di fermarsi a parlare. Vincenzo Troia, boss di San Giorgio a Cremano, accusato di essere il mandante, è stato assolto dalla Corte di Cassazione[162][163].

### 2012
- 15 ottobre: Pasquale Romano, 30 anni, ucciso per errore da due sicari in sella ad una moto a Napoli, nel quartiere di Marianella, al confine con Scampia, perché scambiato per uno spacciatore (vero bersaglio dei killer) a cui assomigliava[164][165].

### 2014
- 26 febbraio: Vincenzo Ferrante, 29 anni, ucciso per errore ad Arzano, all'interno di un solarium, perché ritenuto un guardaspalle di un boss, ucciso nello stesso agguato, ma in realtà il ragazzo era totalmente estraneo ad ambienti criminali[166][167]. La notizia di tale agguato suscitò scalpore perché ricalcava esattamente la scena iniziale del film Gomorra.

### 2015
- 30 luglio: Luigi Galletta, 21 anni, meccanico incensurato, ucciso all'interno dell'officina in cui lavorava nel quartiere napoletano di San Lorenzo nell'ambito della faida tra la Paranza dei Bambini (composta dai clan Giuliano, Sibillo ed Amirante) e i clan Mazzarella-Buonerba. Un killer appartenente alla paranza aveva intimato a Galletta, imparentato con un fedelissimo dei Buonerba, di rivelargli dove si trovasse il suo nascondiglio, ma Galletta non ne era a conoscenza (in quanto estraneo ad ambienti criminali), cosa che comportò il suo assassinio da parte del sicario, che lo uccise con tre colpi di pistola al petto[168].
- 6 settembre: Gennaro Cesarano, ragazzo di 17 anni, morto in piazza Sanità nel quartiere napoletano della Sanità (dove abitava), ucciso da un proiettile vagante sparato da una paranza (ovvero un gruppo di fuoco composto da camorristi di giovanissima età) durante una stesa, ovvero un raid armato con cui le paranze cercano d'imporre il proprio dominio sul territorio[169].
- 31 dicembre: Maikol Giuseppe Russo, 26 anni, ucciso anch'egli a Napoli all'interno di un bar di piazza Calenda a Forcella da un proiettile vagante sparato durante una "stesa" di camorra[170].

### 2016
- 4 febbraio: Vincenzo Amendola, 18 anni, ucciso a Napoli, nel quartiere San Giovanni a Teduccio e ritrovato sepolto in un campo poco lontano da casa sua; la sua colpa era quella di aver stretto una relazione extraconiugale con la moglie di Antonio Formicola, boss della zona, detenuto al 41-bis; autore dell'omicidio è Gaetano Formicola, figlio ventunenne di Antonio e della donna con cui Amendola aveva instaurato tale relazione[171].
- 24 marzo: Giovanna Paino, 64 anni, uccisa da una moto guidata da camorristi impegnati in una "stesa"[172].
- 7 giugno: Ciro Colonna, 19 anni, ucciso assieme a Raffaele Cepparulo (ritenuto il vero obiettivo dei sicari) nel quartiere napoletano di Ponticelli[173][174].

## Anni 2020

### 2020
- 8 luglio: Antimo Giarnieri, 19 anni, ucciso per uno scambio di persona a Casoria durante un raid camorristico. Quella sera, il killer sceso da una vettura, esplose all’indirizzo di un gruppo di persone presenti 8 colpi di pistola cal. 7.65, di cui 4 colpivano Antimo Giarnieri provocandone la morte mentre un altro colpo provocò il ferimento di un altro soggetto minorenne.[175]

### 2022
- 20 luglio: Antimo Imperatore, 56 anni, ucciso a Ponticelli per errore insieme a Carlo Esposito, 29 anni, ritenuto legato al clan De Micco-De Martino, vero obiettivo del killer. Imperatore non apparteneva a nessun clan. Era noto nel quartiere perché faceva piccoli lavoretti a domicilio, è stato ucciso sull'uscio della casa di Esposito mentre si trovava lì per montare una zanzariera.[176]

### 2023
- 20 marzo: Francesco Pio Maimone, 18 anni, pizzaiolo incensurato, ucciso mentre si trovava con degli amici negli chalet di Mergellina, luogo di ritrovo abituale della movida napoletana; a seguito di una lite scoppiata nello stesso locale per futili motivi (una scarpa pestata) tra alcuni ragazzi appartenenti a dei clan camorristici (lite a cui Maimone era tra l'altro totalmente estraneo) vengono sparati dei colpi di pistola, uno dei quali raggiunge il ragazzo, che è morto prima dell'arrivo dell'ambulanza tra le braccia di un suo amico che stava passando la serata con lui.[177]